# نوا جنرتسیا
نوا جنرتسیا (به اوکراینی : Нова ґенерація)، که در انگلیسی به معنای «نسل جدید» است، یک مجله‌ی فوتوریسیتی در اوکراین بود. این مجله به سردبیری میخایلو سمنکو در بین سالهای ۱۹۲۷ تا ۱۹۳۰ میلادی به صورت ماهیانه در خارکیف منتشر می‌شد. این مجله بدنه‌ای رسمی برای گروه فوتوریستی اوکراینی به رهبری سمنکو بود که نام گروهشان را نیز از نام همین مجله برداشته بودند. آنها معتقد بودند که پایان هنر بورژوازی و یک دوره‌ی تخریب برای به میان اوردن دوره‌ای از خلق و ترکیب شکلی نو و انقلابی از هنر ضروریست.

## محتوا

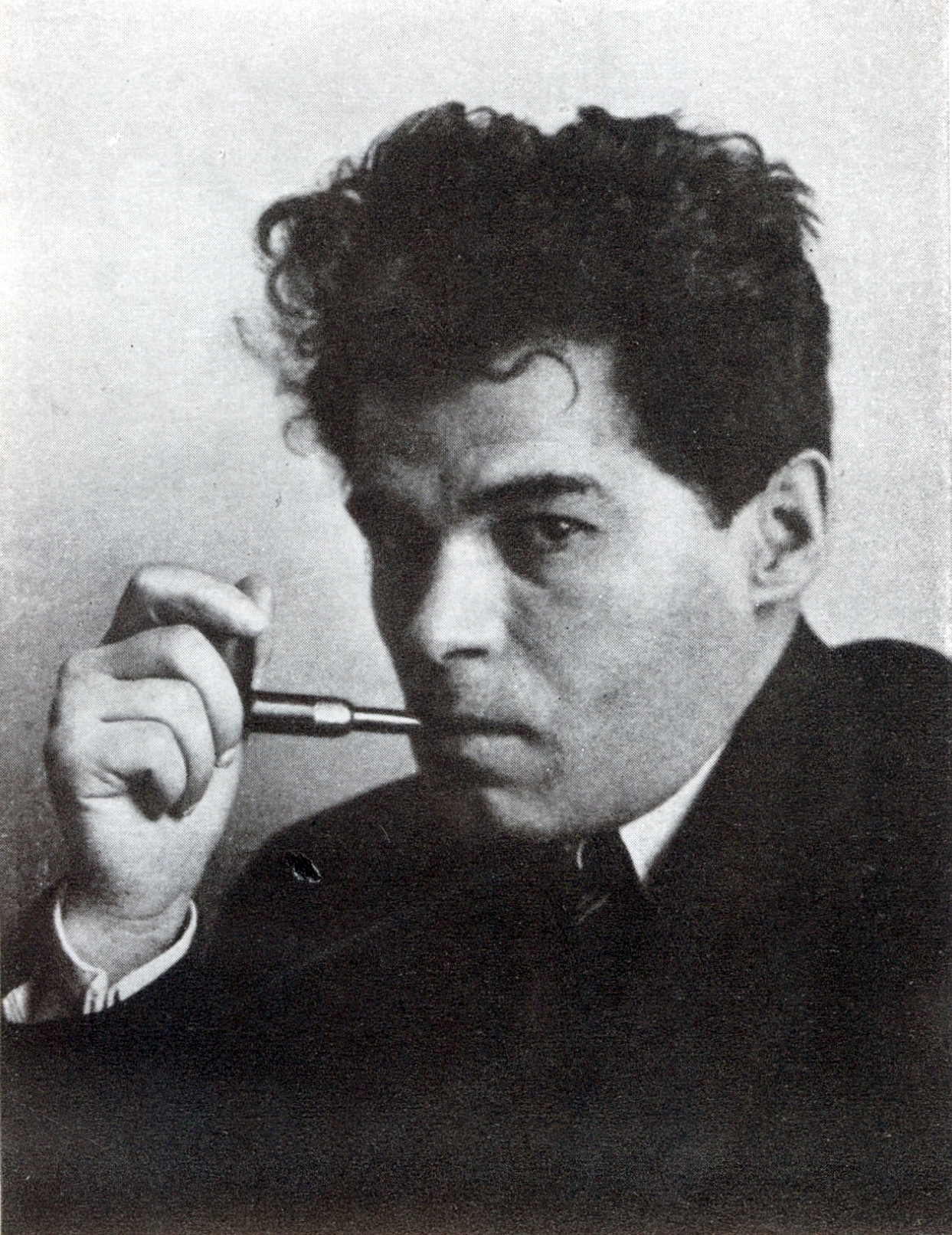
میخائیل سمنکو، بنیانگذار فوتوریسم اوکراین و سردبیر نوا جنرتسیا

هدف نوا جنرتسیا ترویج و آشنایی با هنر آوانگارد به عموم مردم اوکراین بود. مجله تاکید و توجه ویژه‌ای روی معماری، دیزاین، و طراحی شهری بر اساس اقدامات اروپاییها و خصوصا توسعه‌های آلمان در این حوزه ها داشت.

## واکنش ها
به‌طور کلی فوتوریسم اوکراینی و به‌طور خاص مجله نوا جنرتسیا به دلیل سیاستهای چپگرایانه‌ای که داشتند، به صورت دائم مورد انتقاد دیگران قرار می‌گرفتند که به صورت واضح در مجله دیده می‌شود. این مجله به صورت ویژه توسط معاصران آن دوره مورد انتقاد قرار گرفت، اما بعداً به دلیل نقش آن در ایجاد هنر اوکراین به عنوان یک موسسه مستقل و مدرن شناخته شد. علاوه بر این، در نیمه دوم دهه ۱۹۲۰ میلادی نوا جنرتسیا از آخرین مجلات در اوکراین بود که در مقابل خواسته‌های حزب کمونیست اتحاد شوروی که تلاش برای اخته و یکسان سازی فعالیت های هنری و فرهنگی داشت، مقاومت کرد و این موضوع مورد ستایش قرار گرفته است.